# Kaganoi Shigemochi
Kaganoi Shigemochi est un nom japonais traditionnel ; le nom de famille (ou le nom d'école), Kaganoi, précède donc le prénom (ou le nom d'artiste).
Kaganoi Shigemochi (加賀井 重望, 1561-27 août 1600) est un samouraï de l'époque Azuchi Momoyama au service du clan Oda. Il est à la tête du château de Kaganoi. Durant la bataille de Komaki et Nagakute, Shigemochi combat sous les ordres de son père Shigemune, associé aux forces d'Oda Nobukatsu. Peu de temps après, le château de Kaganoi est entouré par les forces de Toyotomi Hideyoshi. Shigemune se rend et Shigemochi est employé comme messager par Hideyoshi qui lui octroie un revenu de 10 000 koku. Il possède également une épée forgée par Muramasa, que Hideyoshi lui offre en 1598.
À la fin de l'été 1600, Shigemochi se trouve à une beuverie avec Mizuno Tadashige et Horio Yoshiharu. Ivre de rage, Shigemochi tue Tadashige pour être lui-même rapidement tué par Yoshiharu. Cet événement joue en faveur de Tokugawa Ieyasu car Shigemochi (dont le territoire est sur le trajet de marche prévu de Ieyasu) est proche de Ishida Mitsunari. Avec la mort de Shigemochi s'éteint la lignée familiale Kaganoi.

## Source de la traduction
- (en) Cet article est partiellement ou en totalité issu de l’article de Wikipédia en anglais intitulé « Kaganoi Shigemochi » (voir la liste des auteurs).